# Monte Duello
Monte Duello è un monte nel Veneto, nei pressi di Roncà e Montecchia di Crosara (Verona), che traccia il confine geografico tra i due comuni limitrofi. Il monte è famoso per i suoi importanti giacimenti fossiliferi risalenti all'Eocene medio.
Tra i fossili qui ritrovati ci sono quelli del Megadontosuchus e del Prototherium del quale, qui è stato ritrovato l'esemplare più completo.